# Chausseterre
Chausseterre est une commune française située dans le département de la Loire, en région Auvergne-Rhône-Alpes.

## Géographie

### Communes limitrophes
Ses communes limitrophes sont :
|                        | Saint-Priest-la-Prugne |                        |
| Arconsat (Puy-de-Dôme) | Chausseterre           | Saint-Just-en-Chevalet |
|                        | Les Salles             | Saint-Romain-d'Urfé    |

### Climat
Pour des articles plus généraux, voir Climat d'Auvergne-Rhône-Alpes et Climat de la Loire.
En 2010, le climat de la commune est de type climat des marges montargnardes, selon une étude du Centre national de la recherche scientifique s'appuyant sur une série de données couvrant la période 1971-2000. En 2020, Météo-France publie une typologie des climats de la France métropolitaine dans laquelle la commune est exposée à un climat de montagne ou de marges de montagne et est dans la région climatique  Nord-est du Massif Central, caractérisée par une pluviométrie annuelle de 800 à 1 200 mm, bien répartie dans l’année. 
Pour la période 1971-2000, la température annuelle moyenne est de 9,7 °C, avec une amplitude thermique annuelle de 16,1 °C. Le cumul annuel moyen de précipitations est de 1 042 mm, avec 11,5 jours de précipitations en janvier et 8 jours en juillet. Pour la période 1991-2020, la température moyenne annuelle observée sur la station météorologique de Météo-France la plus proche, « Saint-Just-en-Chevalet », sur la commune de Saint-Just-en-Chevalet à 5 km à vol d'oiseau, est de 9,8 °C et le cumul annuel moyen de précipitations est de 884,6 mm,. Pour l'avenir, les paramètres climatiques de la commune estimés pour 2050 selon différents scénarios d'émission de gaz à effet de serre sont consultables sur un site dédié publié par Météo-France en novembre 2022.

## Urbanisme

### Typologie
Au 1er janvier 2024, Chausseterre est catégorisée commune rurale à habitat très dispersé, selon la nouvelle grille communale de densité à sept niveaux définie par l'Insee en 2022.
Elle est située hors unité urbaine et hors attraction des villes,.

## Histoire
Chausseterre est mentionné sous les noms de Tenementum de Chaucheterre (1311), de Chauchi terra, de Chalca terra (XVIIe siècle) et de Clocheterre sur la carte de Cassini (XVIIe siècle),.
Une chapelle, dédiée à saint Roch, est édifiée dans le village au cours de la première moitié du XVIIe siècle. Elle est détruite au XIXe siècle pour être remplacée par l'église actuelle construite dans un style néogothique. En 1868, le village devient paroisse sous le nom de Saint-Georges-d’Urfé.
Chausseterre est détachée de Saint-Romain-d'Urfé et érigée en commune en 1947, ce qui en fait la plus jeune commune du département de la Loire.
|  | Les armoiries de Chausseterre se blasonnent ainsi : De gueules au pal d’or chargé de trois sapins de sinople. |

## Politique et administration
| Période                                  | Période  | Identité         | Étiquette | Qualité              |
| ---------------------------------------- | -------- | ---------------- | --------- | -------------------- |
| Les données manquantes sont à compléter. |          |                  |           |                      |
| 1953                                     | 1983     | Joseph Prost     |           | exploitant forestier |
| 1983                                     | 1995     | Blaise Goutorbe  |           |                      |
| 1995                                     | 2014     | Michel Girin     | DVG       | Instituteur          |
| 2014                                     | 2020     | Michel Florimond |           | Avocat               |
| 2020                                     | En cours | Lorraine Roux    | DVG       |                      |

## Population et société

### Démographie
Les habitants de la commune sont appelés les Chausseterriens et les Chausseterriennes.
L'évolution du nombre d'habitants est connue à travers les recensements de la population effectués dans la commune depuis 1954. Pour les communes de moins de 10 000 habitants, une enquête de recensement portant sur toute la population est réalisée tous les cinq ans, les populations de référence des années intermédiaires étant quant à elles estimées par interpolation ou extrapolation. Pour la commune, le premier recensement exhaustif entrant dans le cadre du nouveau dispositif a été réalisé en 2007.

En 2022, la commune comptait 213 habitants, en évolution de −7,79 % par rapport à 2016 (Loire : +1,32 %, France hors Mayotte : +2,11 %).
| 1954 | 1962 | 1968 | 1975 | 1982 | 1990 | 1999 | 2006 | 2007 |
| ---- | ---- | ---- | ---- | ---- | ---- | ---- | ---- | ---- |
| 379  | 372  | 366  | 326  | 314  | 277  | 277  | 256  | 253  |

| 2012 | 2017 | 2022 | - | - | - | - | - | - |
| ---- | ---- | ---- | - | - | - | - | - | - |
| 244  | 224  | 213  | - | - | - | - | - | - |

## Culture locale et patrimoine

### Lieux et monuments

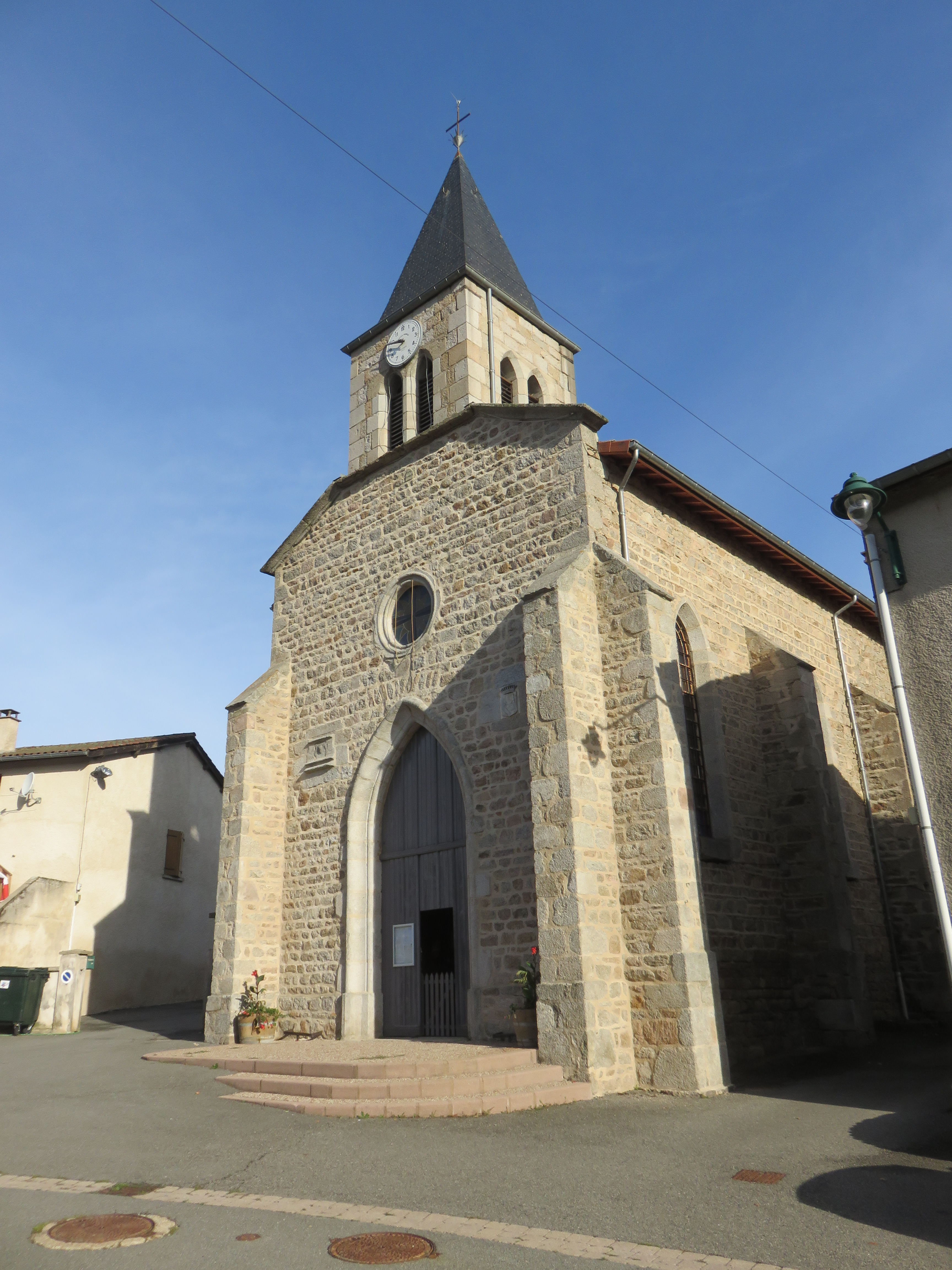
Vue de l'église Saint-Georges.

- L'église paroissiale, édifiée au XIXe siècle, de style néogothique, elle est placée sous le vocable de Saint Georges.
- Une croix datée de 1765 au village de la Bombarde.

### Personnalités liées à la commune
- René Barnérias (1928-2011), maire de Thiers de 1971 à 1977 et député du Puy-de-Dôme de 1978 à 1981, est mort dans la commune.